# Министерство туризма Ганы
Министерство туризма, культуры и творческих искусств Ганы — правительственное министерство, отвечающее за развитие и продвижение туристической деятельности в Гане. Также в его компетенцию входит защита окружающей среды и туристических мест, демонстрация яркого культурного наследия Ганы и способствование росту творческих искусств в стране.

## История
Министерство было создано в 1993 году с целью стимулирования, развития и координации туристической деятельности. В 2003 году администрацией Джона Куфуора название министерства было изменено на «Министерство туризма и модернизации столицы». Это было связано с расширением портфеля министерства на развитие Аккры в современный город международного капитала. Министерство носило и другое имя: «Министерство туризма и отношений диаспоры». В 2009 году администрация Джона Атта Миллса вернула название «Министерство туризма». В 2013 году оно было вновь переименовано в «Министерство туризма, культуры и творческих искусств».
Ведомство возглавляет министр туризма, кандидатура которого выдвигается Президентом Ганы, а затем представляется на утверждение в Парламент.
| Год       | Министр                |
| --------- | ---------------------- |
| 2009-2010 | Джулиана Азума-Менсах  |
| 2010-2011 | Зита Окайкой           |
| 2011-2012 | Акуа Сена Дансуа       |
| 2013-2017 | Элизабет Офосу-Аджаре  |
| 2017-2019 | Кэтрин Афеку           |
| 2019-2021 | Барбара Отенг Гьяси    |
| 2021-2024 | Ибрахим Мохаммед Аваль |

## Туристическая статистика
В 2005 году 446 тысяч туристов посетили Гану, четвёртая часть из них — африканская диаспора.
Всемирный форум экономической статистики в 2010 году показал, что Гана является сто восьмой в рейтинге 139 стран мира — любимых мест туризма.
В 2011 году Гану посетили 1 087 000 туристов.
В 2011 году в публикации журнала Forbes говорилось, что Гана заняла одиннадцатое место среди самых гостеприимных стран мира. Утверждение было основано на опросе путешественников 2010 года. Из всех африканских стран, которые были включены в исследование, Гана находилась на первом месте.
Туризм занимает четвёртое место по пополнению государственной казны Ганы иностранной валютой.

## Основные туристические объекты при министерстве
- Национальный парк Какум
- Национальный парк Моле
- Национальный парк Анкаса[англ.]
- Кейп-Кост-Кастл[англ.]
- Форт Элмина
- Дворец-музей Махйиа

## Галерея

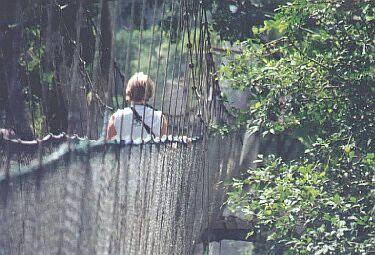
Национальный парк Какум
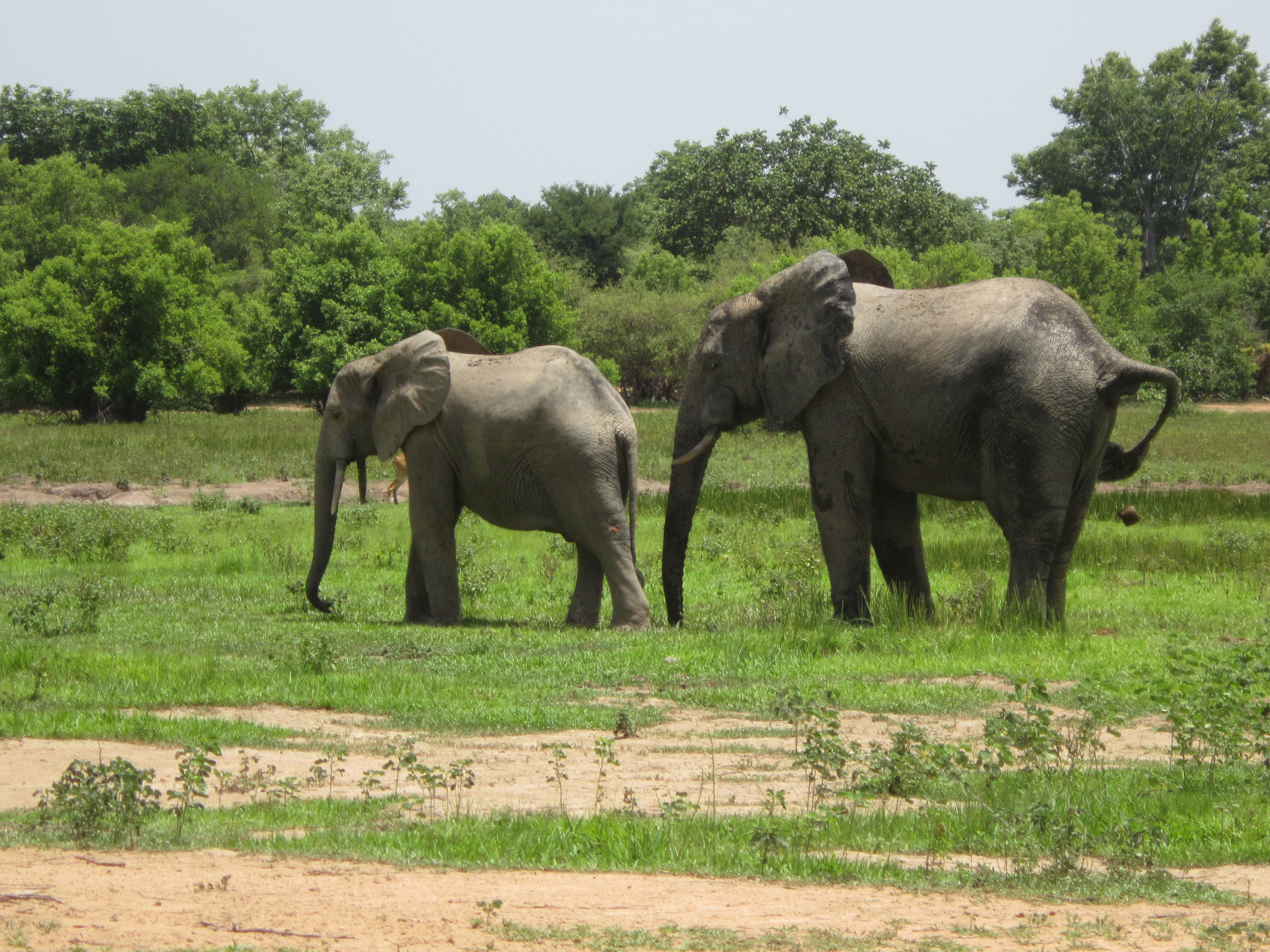
Национальный парк Моле
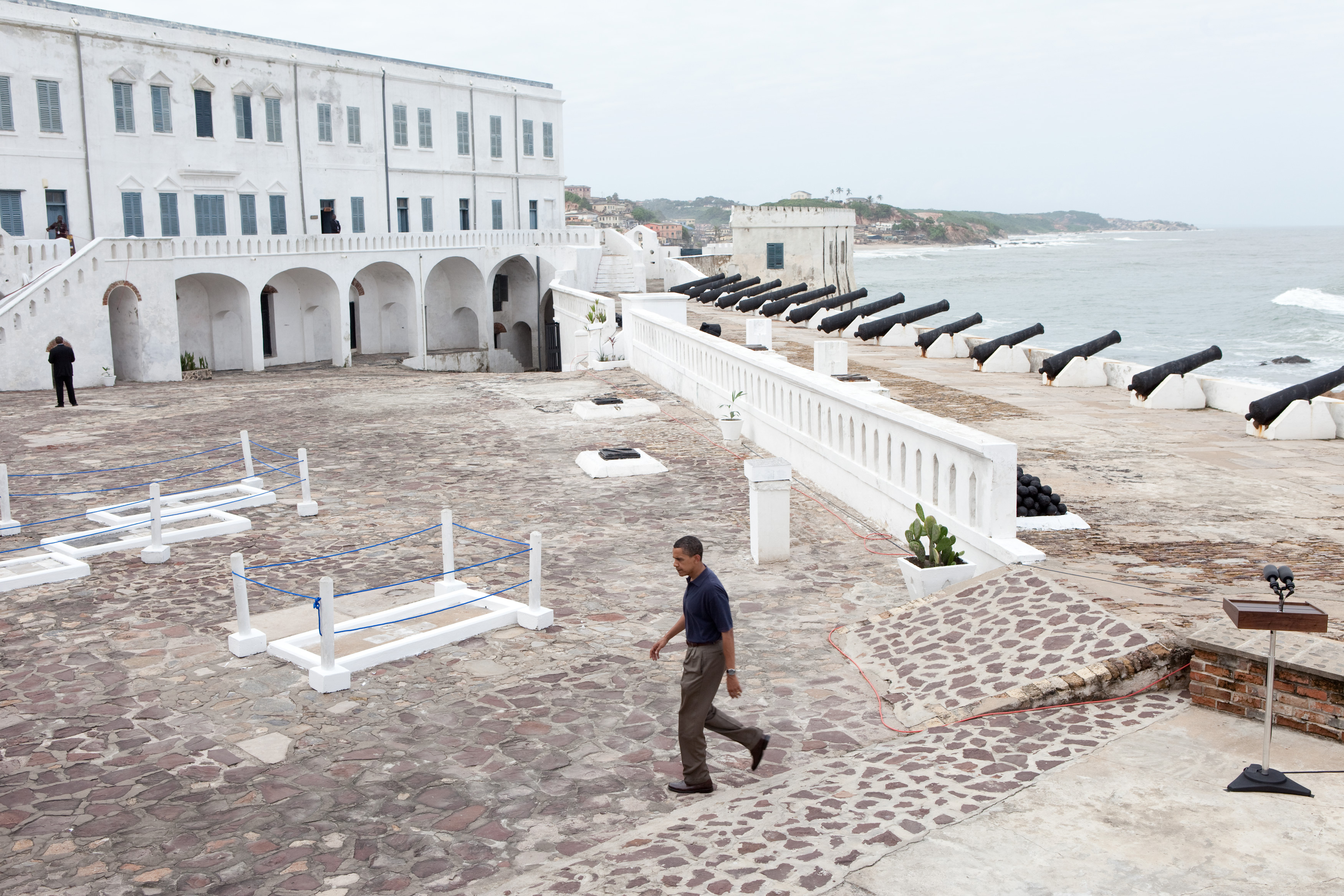
Барак Обама в Кейп-Кост-Кастл
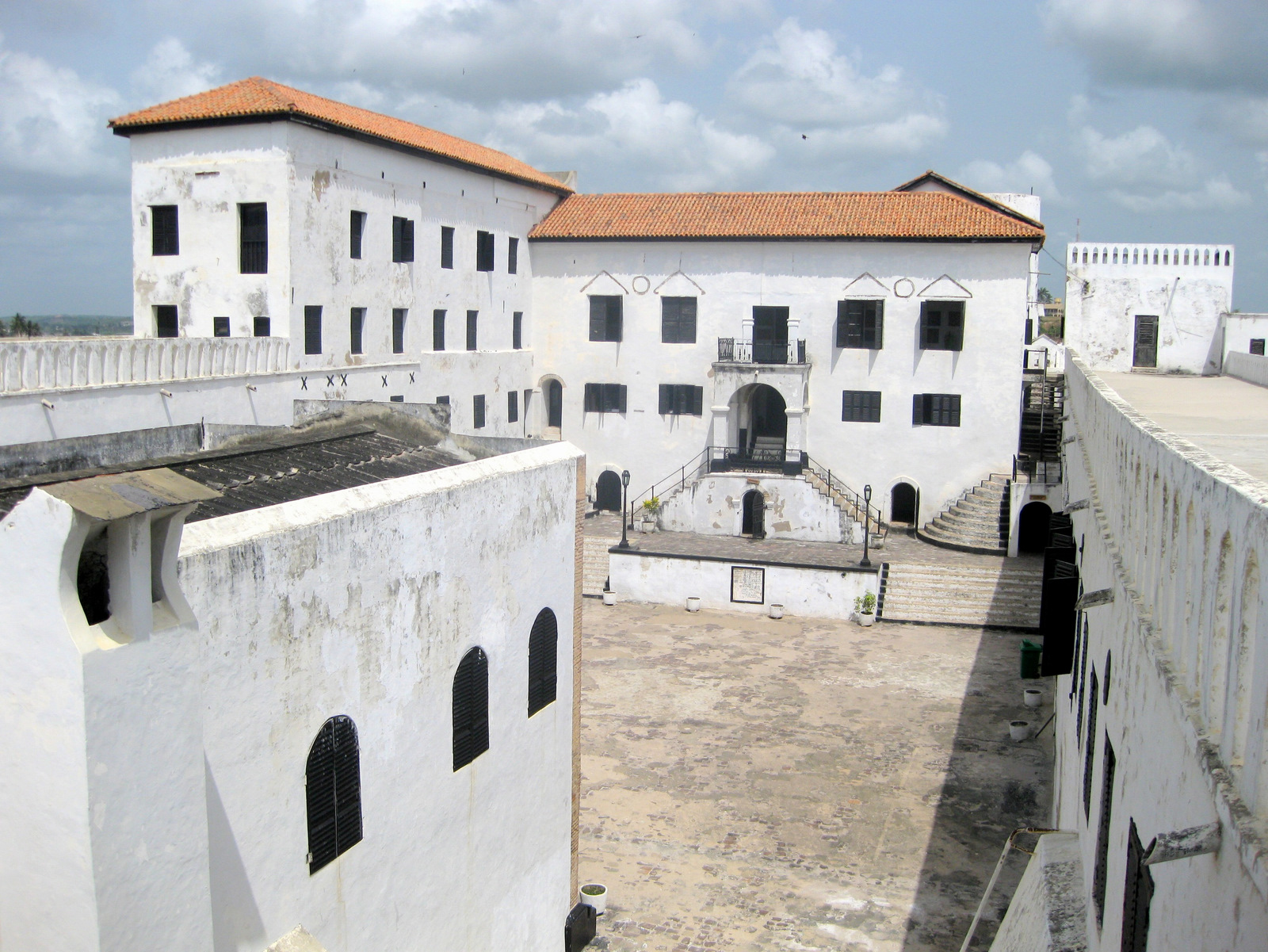
Форт Элмина
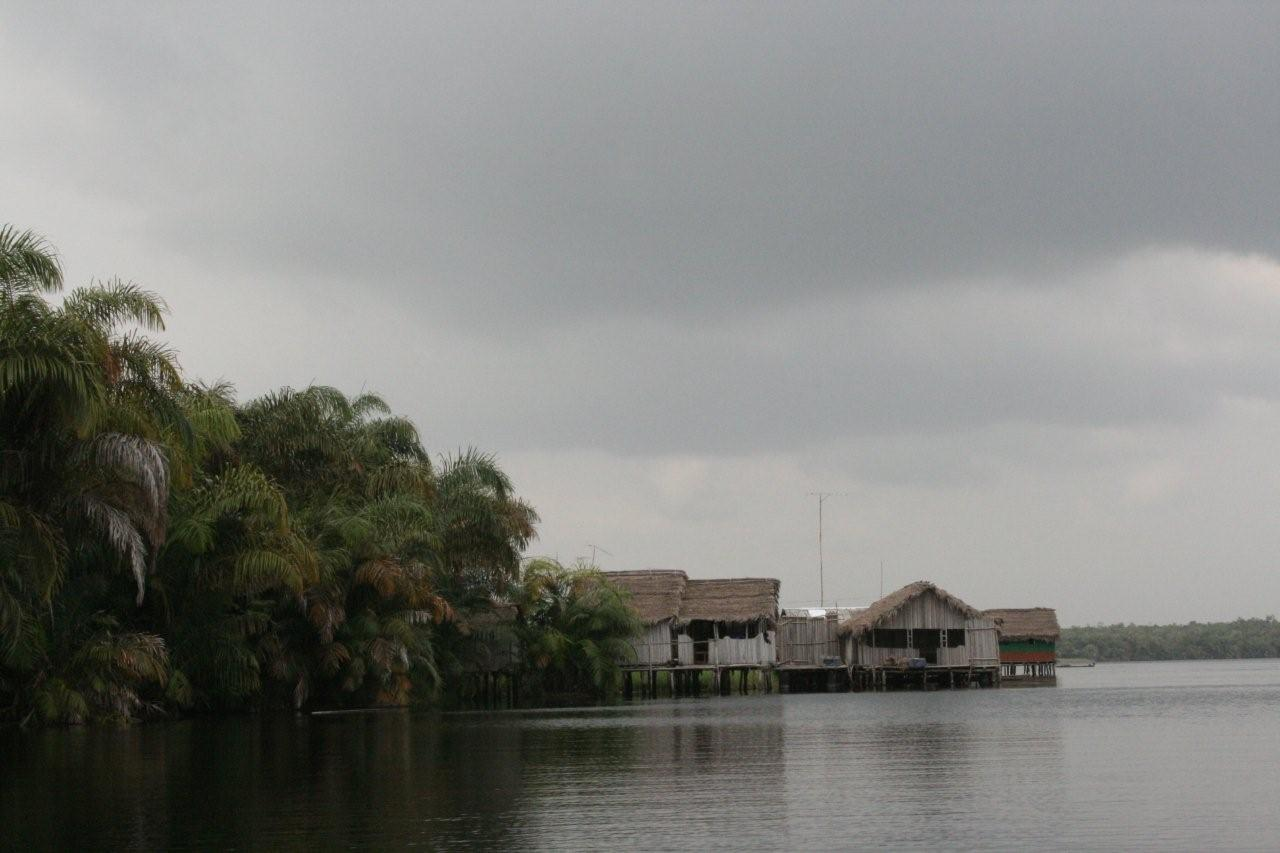
Нзулезо[англ.]
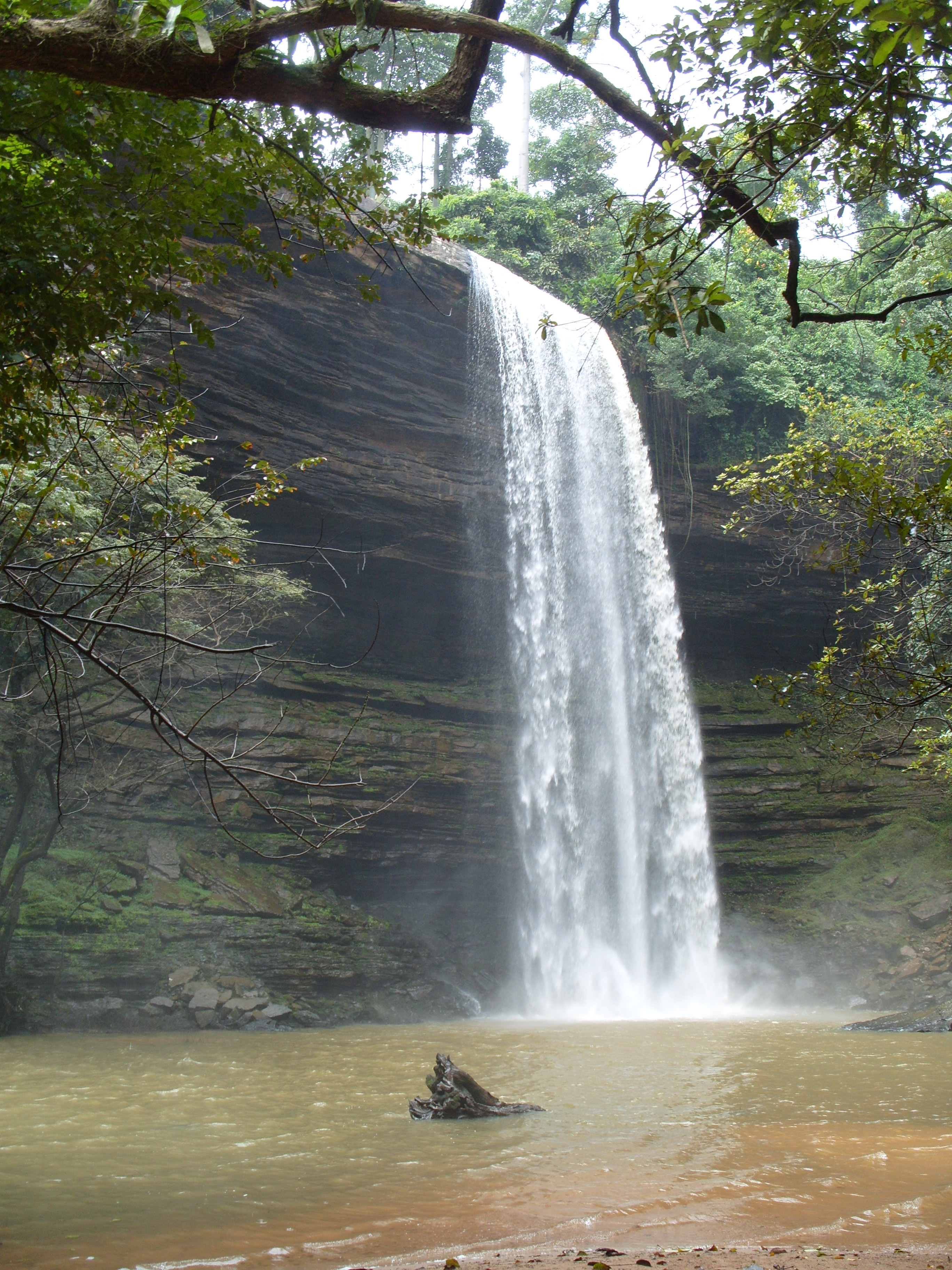
Боти-Фоллс[англ.]
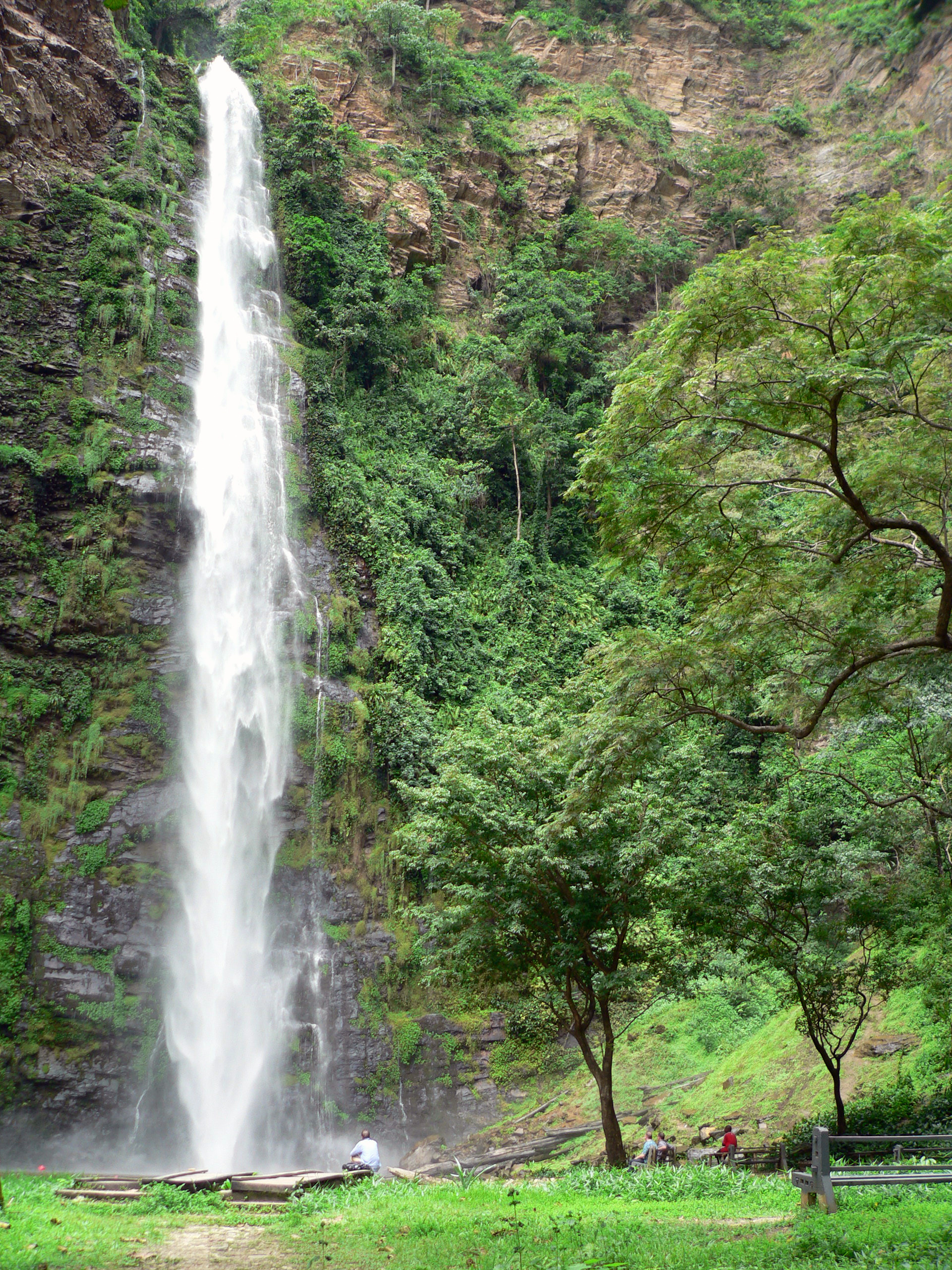
Вли-Фоллс[англ.]
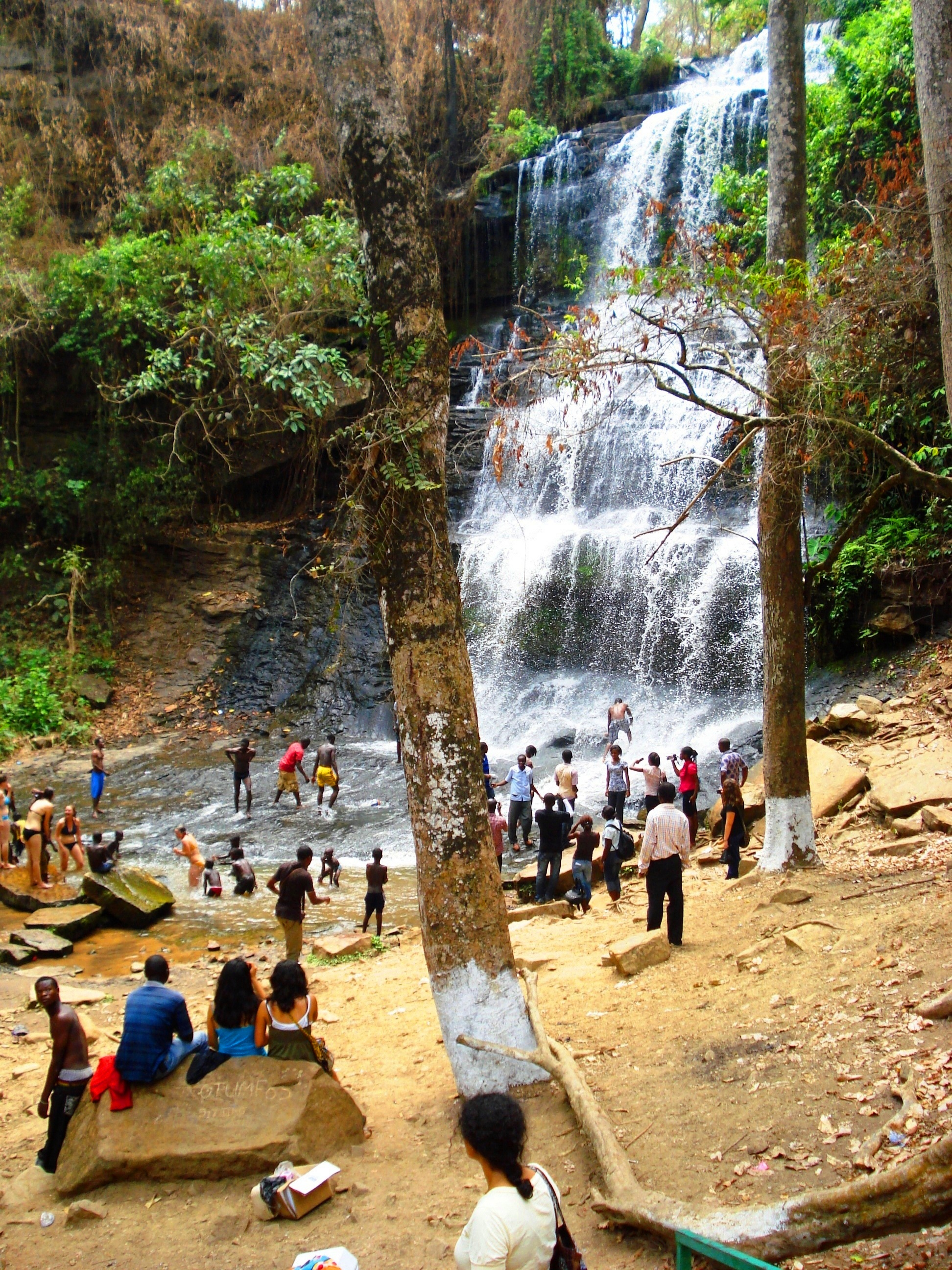
Кинтампо-Фоллс[англ.]
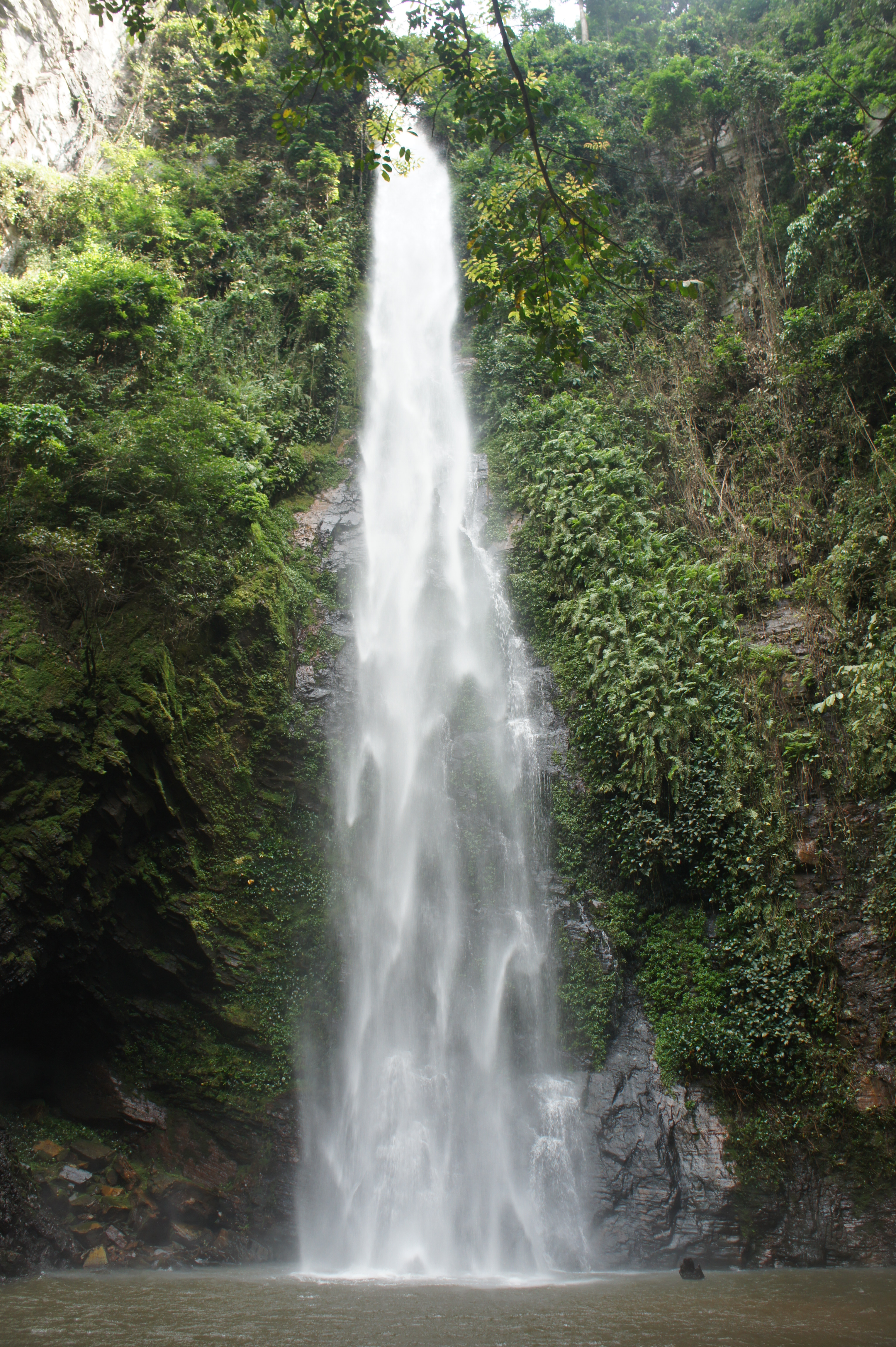
Тагбо-Фоллс[англ.]
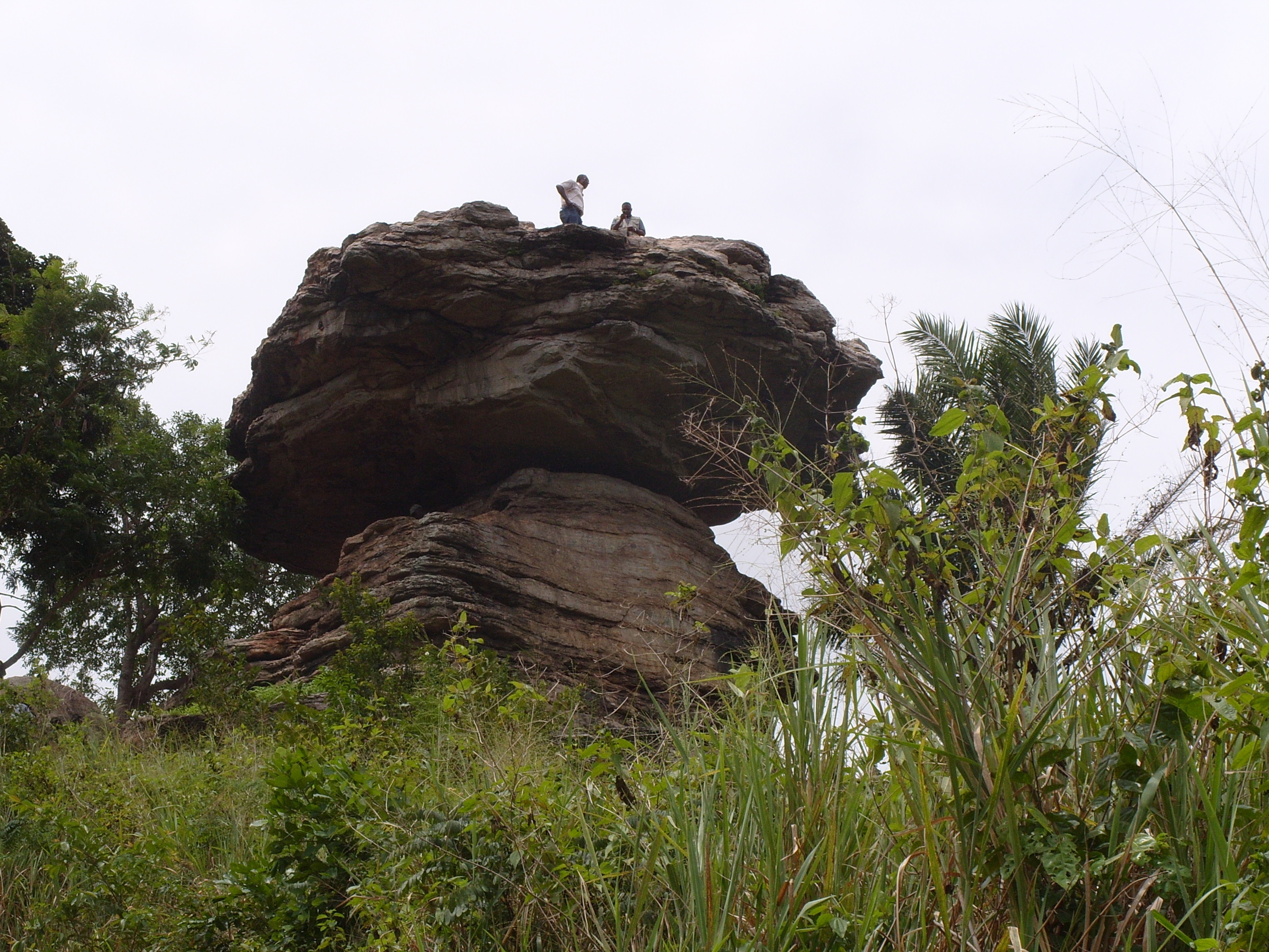
Амбрелла-Рок[англ.]
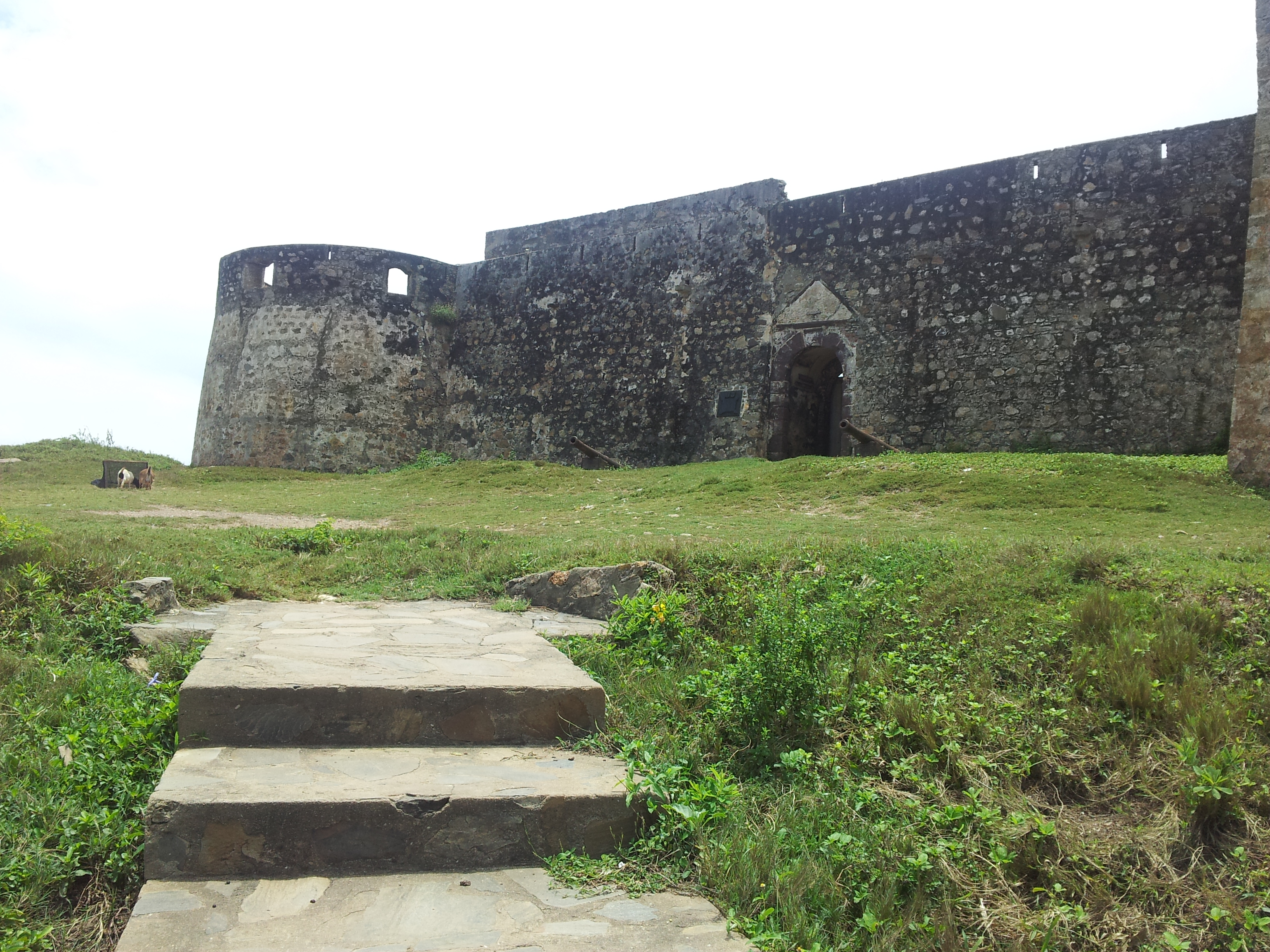
Форт-Амстердам
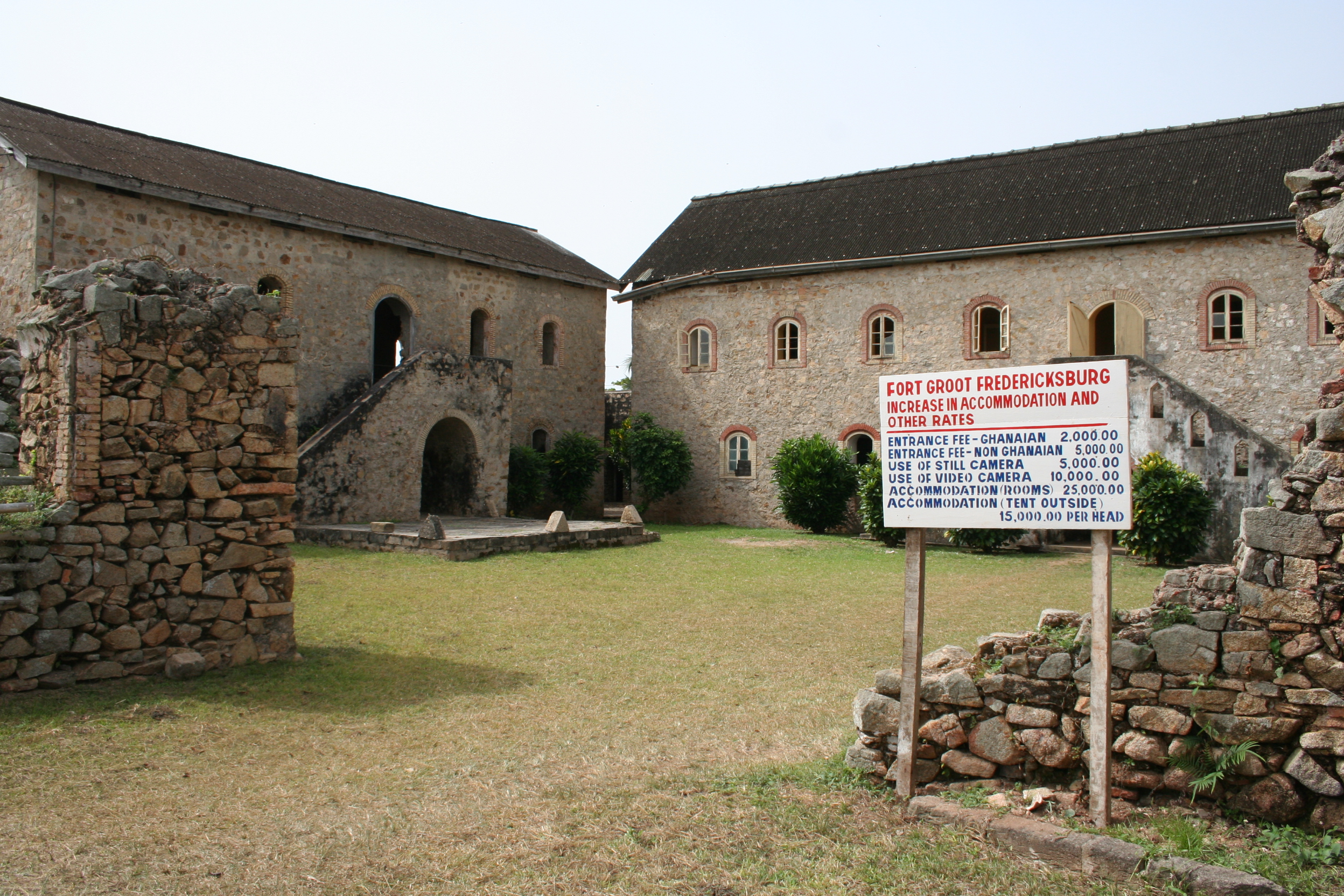
Форт Гросс-Фридрихсбург
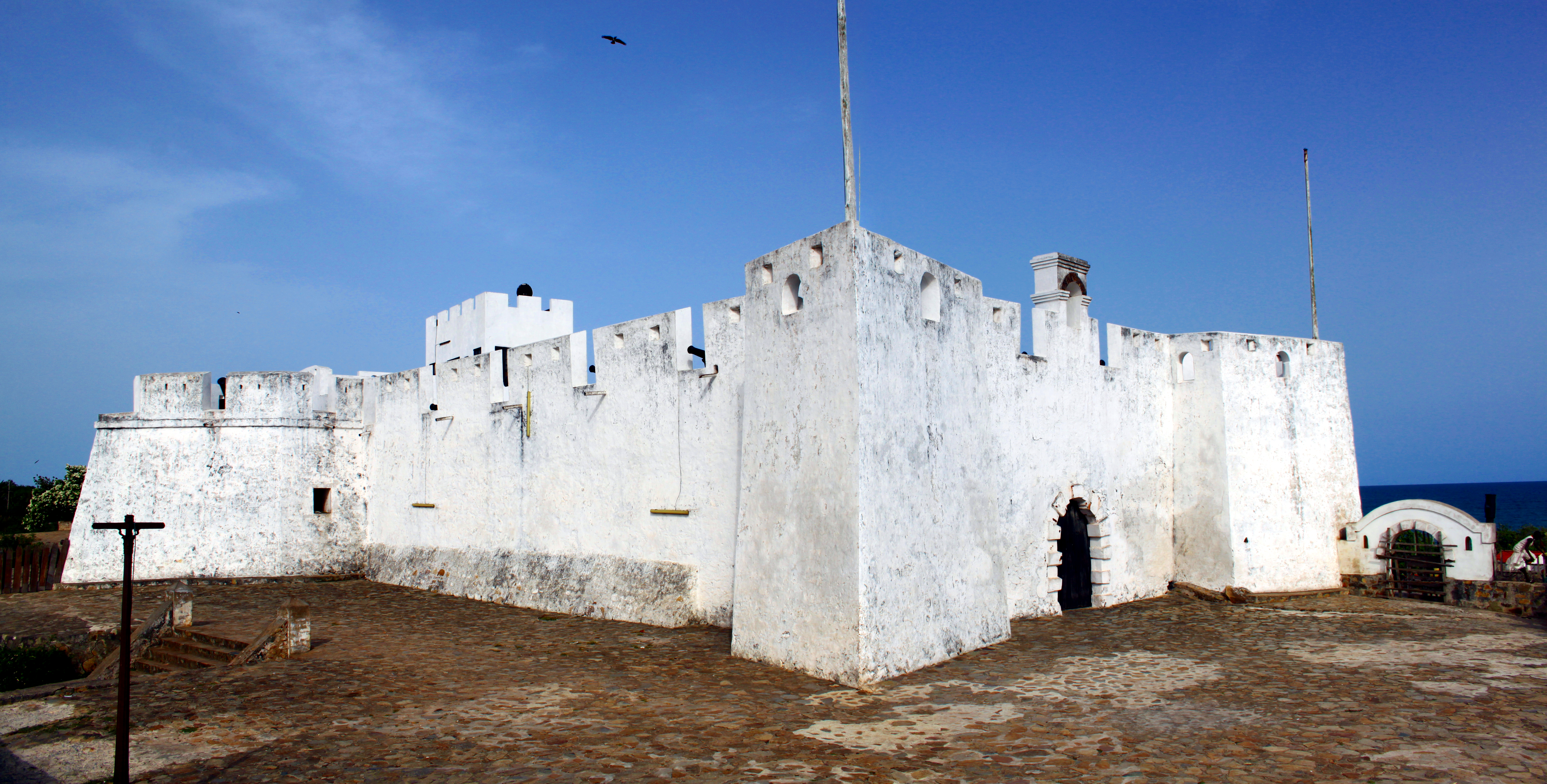
Форт Метал-Кросс[англ.]
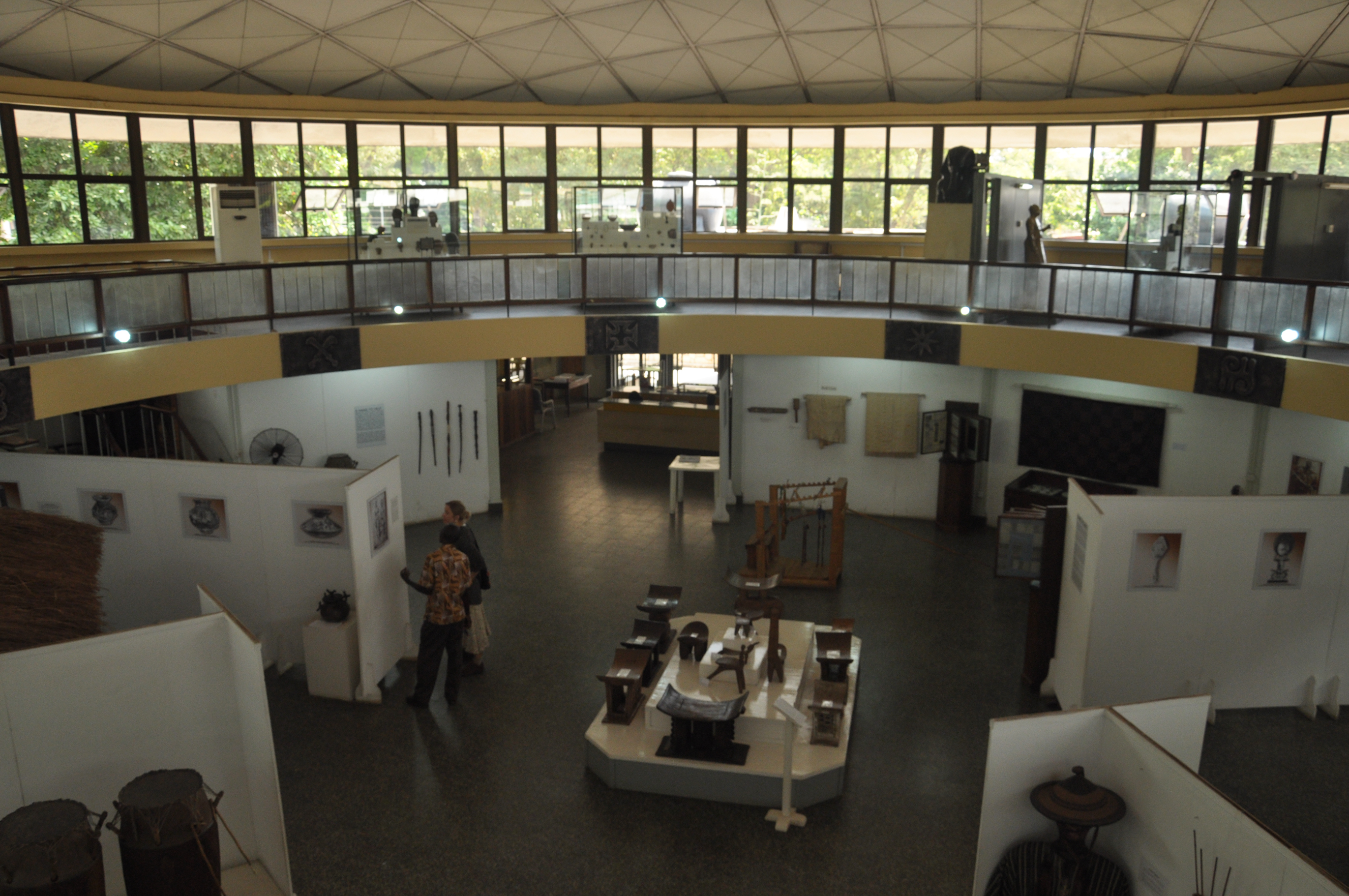
Национальный музей Ганы